# Похило-скероване буріння

Похило-скероване і горизонтальне буріння.

Похило-скероване буріння (рос. бурение наклонно-направленное, англ. controlled  directional drilling; нім. geneigtes Richtbohren) — спосіб спорудження свердловин з відхиленням від вертикалі у заздалегідь заданому напрямі.

## Загальний опис
Похило-скероване буріння застосовується як при бурінні свердловин на нафту і газ, так і при розвідці твердих корисних копалин. Найефективніша галузь використання похило-скерованого буріння — при розробці родовищ біля акваторій, в болотистих або сильно пересічених місцевостях і у випадках, коли будівництво бурових може порушити умови охорони навколишнього середовища.
Похило-скероване буріння застосовують також при бурінні допоміжних свердловин для глушіння відкритих фонтанів, при багатостовбурному бурінні або відхиленні нижньої частини стовбура вздовж продуктивного горизонту з метою збільшення дренажу.
Похило-скероване буріння свердловин має головною метою ефективне розкриття продуктивного пласта-колектора,  досягнення запроектованої точки входу в пласт із віддаленого майданчика, на якому можна змонтувати бурову установку, успішно пробурити свердловину і запустити її в експлуатацію.
Зазвичай, використовується S-подібний профіль, який, при достатній товщині продуктивного пласта або розкритті кількох горизонтів, уможливлює якісне цементування експлуатаційної колони та надійну ізоляцію різнорідних за характеристиками газонафтоводоносних горизонтів.
При бурінні на один експлуатаційний об'єкт, більш ефективним у плані розкриття продуктивного горизонту, при одночасному забезпеченні надійного входження у покрівлю нафтогазового покладу, є буріння основного похило-скерованого стовбура і завершення його горизонтальною ділянкою безпосередньо в продуктивному пласті. Така технологія дозволяє суттєво збільшити площу контакту свердловина – продуктивний пласт, що в багато разів ефективніше для вилучення вуглеводнів порівняно з розкриттям пласта вертикальним стовбуром. При цьому важливим чинником є можливість значно скоротити загальну кількість вертикальних експлуатаційних свердловин і, відповідно, бурових майданчиків, які за застарілою технологією закладалися в проєктах розробки нафтогазових родовищ.
Застосування горизонтальних  і розгалужено-горизонтальних свердловин  є ефективним методом формування оптимальної системи розробки нафтових і газових родовищ і відновлення продуктивності родовищ на пізній стадії експлуатації.

## Роторно-керовані системи для спорудження похило-скерованих свердловин
Див. також Роторно-керовані системи буріння свердловин
Понад  20 % світового обсягу похило-скерованого буріння здійснюється за допомогою роторно-керованих систем (РКС).
Застосування РКС (Power Drive) забезпечує підвищення швидкості прокладання, зниження звивистості, крутильних і осьових навантажень, а також явища підклинювання-провертання (Stіск&S1ір) порівняно з похило-скерованим бурінням із використанням гвинтових вибійних двигунів (ГВД). При використанні РКС забезпечується можливість буріння довших інтервалів із рівномірним діаметром стовбура, що полегшує спускання обсадних колон. У світі поширені РКС таких провідних компаній як «Schlumberger», «Weatherford», «Сіnеmах».